# Попешть (Берешть, Олт)
Попешть, Попешті (рум. Popești) — село у повіті Олт в Румунії. Входить до складу комуни Берешть.
Село розташоване на відстані 119 км на захід від Бухареста, 39 км на північний схід від Слатіни, 79 км на північний схід від Крайови, 128 км на південний захід від Брашова.

## Населення
За даними перепису населення 2002 року у селі проживали 499 осіб, з них 498 осіб (99,8%) румунів. Усі жителі села рідною мовою назвали румунську.